# Mehring Verlag
Der Mehring Verlag ist ein deutschsprachiger Buchverlag mit Sitz in Essen. Er veröffentlicht vorwiegend politische Bücher von Autoren, die sich dem Trotzkismus zurechnen, und steht der sozialistischen Gleichheitspartei (SGP) nahe, deren Publikationen im Mehring Verlag erscheinen.
Der Verlag ist Mitglied im Börsenverein des Deutschen Buchhandels.

## Geschichte
1978 wurde der Verlag unter dem Namen Gervinus-Verlag von Mitgliedern des Bundes Sozialistischer Arbeiter gegründet. 1987 wurde der Name in Arbeiterpresse geändert, nach der im Verlag erscheinenden Zeitung des BSA. Bis die Werke Leo Trotzkis 2010 gemeinfrei wurden, besaß der Arbeiterpresse-Verlag die Rechte an Schriften Trotzkis für den deutschsprachigen Raum und veröffentlichte die Reihe Trotzki-Bibliothek.
Mit der 2009 erfolgten Umfirmierung zum Mehring Verlag war eine Ausweitung des zuvor auf programmatische Schriften konzentrierten Verlagsprogramms in den kulturellen Bereich verbunden, so erschienen deutsche Übersetzungen einiger Bildbände des Fotohistorikers David King.